# إليك بينيت
إليك بينيت (بالإنجليزية: Alec Bennett) كان متسابق دراجات نارية أيرلندي فاز بكأس جزيرة مان السياحية خمس مرات حيث بدأ المنافسة فيها سنة 1921.

## البطولات
- كأس جزيرة مان السياحية 1922
- كأس جزيرة مان السياحية 1924
- كأس جزيرة مان السياحية 1926
- كأس جزيرة مان السياحية 1927
- كأس جزيرة مان السياحية 1928